# 개척사 관유물 불하 사건
개척사 관유물 불하 사건(일본어: 開拓使官有物払下げ事件)은 일본 제국 홋카이도 개척사 장관이던 구로다 기요타카가 개척사 자산인 공장이나 토지 등 관유물을 염가와 무이자로 불하하려다가 여론의 호된 비판으로 중지된 사건이다. 일본 제국 중앙 정계에도 영향을 미쳐 오쿠마 시게노부가 정부에서 밀려나는 메이지 14년 정변의 원인이 되었다.

## 불하 결정 과정
홋카이도를 개척하기 위해 1869년 개척사를 설치했다. 1870년 5월 개척사 차관으로 임명된 구로다는 러시아 제국에 대항해 국력을 충실히 할 필요를 느꼈고 홋카이도 개척에 힘을 쏟아야 한다고 정부에 건의했다. 구로다의 건의를 받아들인 정부는 1871년 8월에 앞으로 10년에 걸쳐 1,000만 냥을 투자하겠단 계획을 발표했다.
구로다는 고용 외국인을 초빙해 정책 조언을 구하고 기술을 가르치게 했다. 막대한 예산에도 불구하고 홋카이도가 워낙 넓어 개척사는 모든 사업을 완수하기에는 역부족이었고 측량, 도로 등 기초 사업을 우선 마무리짓고 산업 육성에 나섰다.
1880년 11월 오쿠마의 주도하에 개척사의 자산인 공장 등 관유물의 불하 방침을 규정한 「공장 불하 규칙」이 제정됐다. 이 규칙에 따라 개척사 내부에선 정부가 1,000만 냥을 투자하기로 했던 10년 만기가 다가오고 있으니 그에 맞춰 경영 부진을 겪고 있는 산업을 민간에 불하하는 것을 검토하기 시작했다. 그리고 이 무렵 고다이 도모아쓰는 무역회사 설립을 구상하고 있었는데 이미 오쿠마의 동의를 얻어 계획을 진행하고 있었다.
1881년 1월부터 이토 히로부미, 이노우에 가오루, 오쿠마, 구로다 등 참의가 중심이 되어 사이고 주도, 마쓰카타 마사요시, 마에다 마사나 그리고 고다이 등 사쓰마파의 중요 인물, 오쿠마파에 속하는 야노 류케이, 기타바타케 하루후사 등 관료들이 아타미시에 모여 회의를 진행했다. 국회 개설이나 재정 문제 등에 관한 회의를 진행했는데 이를 아타미 회의라고 한다. 그런데 회의 도중에 개척사 폐지가 논의되었다. 구로다는 개척사가 존속해야 한다고 주장했지만 오쿠마는 재정적 어려움을 이유로 존속은 곤란하다고 말했다. 결국 개척사 폐지와 관유물 불하 방침이 정해졌지만 이후 고다이가 불하 대상이 되었다는 얘기가 퍼지기 시작했다.
6월에는 고다이, 스미토모 기치자에몬을 대표로 하고 히로세 사이헤이, 고노이케 유키토미, 미쓰이 다카히로가 출자한 간사이 무역회사가 설립되었다. 그리고 다음 달 개척사에 이와나이정의 탄광과 앗케시정의 산림 불하를 신청했다. 한편 대서기관 야스다 사다노리를 비롯한 개척사 관료들은 북해사를 설립해 개척사 산업의 불하를 신청했다. 북해사에 불하된 산업은 선박, 토지, 건물, 농원, 양조소 등으로 당시 가격으로 1,500만 엔에 상응하는 엄청난 규모였는데 북해사가 제시한 가격은 겨우 38만 7,082엔이었고 그것도 무이자 30년 할부였다. 히로세는 북해사와 간사이 무역회사는 무관하다고 언급했는데 실제로 두 회사는 상호간 계약 관계도 없는 완전 별개의 회사였다.

## 불하에 대한 비판
7월 21일 구로다는 각의에서 불하를 제의했다. 좌대신 아리스가와노미야 다루히토 친왕과 오쿠마는 이에 반대했지만 결국 각의를 통과했다. 그런데 26일 『도쿄 요코하마 마이니치 신문』이 개척사 관유물 불하를 폭로하고 구로다가 동향인 고다이에게 이익을 공여하고 있다고 보도했다. 30일 메이지 천황이 재가하여 이틀 뒤 정식으로 공표되자 여러 언론에서 무수한 비판이 쏟아졌다. 불하가 이렇게 큰 비판을 받은 건 태정대신 산조 사네토미도 불하에 난색을 표했기 때문이었다. 언론의 비판이 쏟아지자 구로다는 산조를 찾아가서 불하를 이행할 것을 강경하게 요구했다.

### 누가 제보했나?
언론에 제보한 자가 누구인지 많은 설이 있지만 어느 것도 확실한 근거는 없다.
히로세는 8월 31일 고다이에게 보낸 편지에서 모 회사, 미쓰비시의 책략이라고 적었으며 당시 정부도 미쓰비시가 관여한 것으로 여기고 있었다. 이와 함께 미쓰비시와 연결 고리가 있는 오쿠마나 후쿠자와 유키치의 음모일 거라고 정부에서 얘기가 돌고 있었다. 사사키 다카유키는 천황을 보좌하는 시보 히지카타 히사모토로부터 들었다며 "이토가 말하길 이번 사건은 미쓰비시, 오쿠마, 후쿠자와가 꾸민 것이다"라고 했다. 또한 사사키는 농상무경 고노 도가마도 관여했다고 주장했다. 구로다도 이 얘기를 믿었지만 오쿠마는 이를 부정했다.
1900년에 간행된 『유신 후의 명사들의 일담』에는 이와나이정 탄광이 수지가 맞지 않다는 걸 알게 된 고다이가 이를 제보했다고 기술되어 있다. 사학자 미야치 히데토시는 이 이상 개척 사업에 관여하는 것이 리스크가 너무 크다고 생각한 고다이가 미쓰비시와 고노를 통해 언론에 제보했다고 추측했다. 한편 사학자 이토 유키오는 오쿠마계에 속하던 관료 야노이거나 혹은 오자키 유키오, 이누카이 쓰요시, 오노 아즈사 중 한 명일 것이라 추측했다.
다만 내부고발자가 누구든 간에 이토 히로부미는 오쿠마가 관여한 것이 확실하다고 생각했다. 3월에 오쿠마가 빠른 시일 내에 국회를 개설하고 영국식 입헌 정치를 도입해야 한다고 주장했을 때 이토는 이에 반대한 적이 있었다. 그런데 이번 각의에서 오쿠마가 불하에 반대하자 이토는 오쿠마, 후쿠자와, 미쓰비시가 음모를 꾸몄다고 믿었던 것이다.

## 불하 중지
7월 30일부터 천황이 도호쿠 지방과 홋카이도 순행에 나섰고 다루히토 친왕, 오쿠마, 오키 다카토가 동행했다. 도쿄에 남아 있던 이토, 이노우에, 야마가타 아리토모, 야마다 아키요시, 사이고는 오쿠마를 정부에서 배제하기 위해 산조와 우대신 이와쿠라 도모미 설득에 나섰다. 산조를 포함한 정부의 중추는 오쿠마, 후쿠자와, 미쓰비시의 결탁을 강하게 믿고 있었는데 정작 오쿠마는 정부 내의 이러한 움직임을 전혀 모르고 있었다.
10월 8일까지 정부 수뇌부들은 오쿠마를 파면하고 9년 뒤에 헌법을 제정한 뒤 국회를 개설하며 개척사 관유물은 불하를 중지하는 것에 합의했다. 교토에서 요양하다가 도쿄에 올라온 이와쿠라는 불하 중지에는 동의했지만 오쿠마의 파면에는 소극적인 태도를 보였다. 하지만 구로다와 이토가 오쿠마의 파면을 강하게 요구하자 동의했다. 개척사 문제는 돌아오는 대로 천황의 재가를 받기로 했다.
11일 천황이 환행하자 이와쿠라는 천황을 알현하여 오쿠마의 모략 때문에 불하 문제로 정부가 비판을 받고 있다며 빨리 어전회의를 열어 불하 문제를 재고해야 한다고 말했다. 천황은 산조, 이와쿠라, 다루히토 친왕 등 3대신과 이토, 구로다, 야마가타, 사이고, 이노우에, 야마다 등 6참의와 밀담을 하여 오쿠마 파면에 합의했다. 이어 오쿠마 이외의 대신과 참의가 일제히 오쿠마 파면을 상주하고 천황이 처음엔 난색을 표했다가 재차 상주되자 재가하여 오쿠마를 파면했다. 그리고 그날로 이토와 사이고가 오쿠마의 저택을 찾아가 각의 결정을 알렸다. 다음 날인 12일 불하 중지와 국회 개설이 공표되면서 사건은 끝이 났다. 오쿠마가 파면된 이후 고노, 야노, 오노 등 오쿠마계 관료들이 일제히 사직했고 이들은 입헌개진당을 창당하게 된다.
1882년 1월 1일 구로다는 참의 및 개척사 장관에서 물러났고 한직인 내각고문이 되었다. 이는 이토를 중심으로 한 조슈벌이 정부의 주도권을 잡았음을 의미하는 것이었다. 개척사 역시 2월 8일 폐지되었고 홋카이도는 하코다테현, 삿포로현, 네무로현으로 분리되었다.

## 같이 보기
- 개척사
- 메이지 14년 정변
- 구로다 기요타카
- 오쿠마 시게노부

### 내용주
1. ↑  고다이의 아내는 이 회의에서 개척사 관유물 불하가 결정되었다고 수기를 남겼지만 『고다이 도모아쓰 전기 자료』 해설 집필자는 이를 부정했다.[4]
2. ↑  이는 히지카타 히사모토가 회상한 것인데 다른 주장에 의하면 오쿠마는 불하 자체에 반대하진 않고 나중에 보조금에 관해 반대했다고도 한다.[10]
3. ↑  이는 명백한 오보였다. 전술했듯 당시 혜택을 본 회사는 고다이의 간사이 무역회사가 아니라 개척사 관료들이 만든 북해사였기 때문이다. 하지만 당시는 물론 현대에 와서도 개척사 불하로 큰 이득을 본 건 고다이라는 오해가 널리 퍼져 있다.

### 참조주
1. ↑  宮地英敏 2014, 177쪽.
2. 1 2  宮地英敏 2014, 178쪽.
3. ↑  宮地英敏 2014, 182쪽.
4. 1 2 3 4  宮地英敏 2014, 179쪽.
5. 1 2  木曽朗生 2005, 93-94쪽.
6. ↑  宮地英敏 2014, 181쪽.
7. ↑  宮地英敏 2014, 181-182쪽.
8. 1 2  宮地英敏 2014, 183쪽.
9. ↑  木曽朗生 2005, 103-106쪽.
10. ↑  木曽朗生 2005, 126-127쪽.
11. 1 2  伊藤之雄 2019, 282-283쪽.
12. ↑  木曽朗生 2005, 89-90쪽.
13. ↑  伊藤之雄 2019, 284쪽.
14. ↑  木曽朗生 2005, 109쪽.
15. ↑  宮地英敏 2014, 190쪽.
16. ↑  宮地英敏 2014, 191쪽.
17. ↑  宮地英敏 2014, 193쪽.
18. ↑  木曽朗生 2005, 129쪽.
19. 1 2 3  伊藤之雄 2019, 283쪽.
20. ↑  宮地英敏 2014, 182-183쪽.
21. ↑  宮地英敏 2014, 192-193쪽.
22. ↑  伊藤之雄 2019, 273-282쪽.
23. ↑  伊藤之雄 2019, 285쪽.
24. ↑  伊藤之雄 2019, 286쪽.
25. ↑  伊藤之雄 2019, 289쪽.
26. 1 2 3 4  伊藤之雄 2019, 291쪽.
27. ↑  木曽朗生 2007, 220-223쪽.
28. ↑  木曽朗生 2007, 227쪽.
29. ↑  木曽朗生 2007, 228쪽.
30. 1 2  伊藤之雄 2019, 292쪽.

## 참고 문헌
- 宮地英敏 (2014). “北海道開拓使官有物払下げ事件についての再検討 ―誰が情報をリークしたのか―”. 《経済学研究》 (九州大学経済学会) 80 (5・6): 177–196. NAID 120005446580.
- 伊藤之雄 (2019). 《大隈重信（上）「巨人」が夢見たもの》. 中公新書. 中央公論新社. ISBN 978-4-12-102550-0.
- 木曽朗生 (2005). “明治十四年の政変の真相 (1)”. 《架橋》 (長崎大学教育学部政治学研究室) (6): 31–210. NAID 120006970634.
- 木曽朗生 (2007). “明治十四年の政変の真相 (2) 完”. 《架橋》 (長崎大学教育学部政治学研究室) (8): 211–246. NAID 120006967853.